# Liste des monuments de Sidi Kacem
 (septembre 2019).
Ceci est une liste des monuments classés par le ministère de culture marocain aux alentours de Sidi Kacem.
| Identifiant monument         | Site       | Monument                 | Adresse | Date de classement | Décret | Coordonnées                        | Illustration               |                       |
| ---------------------------- | ---------- | ------------------------ | ------- | ------------------ | ------ | ---------------------------------- | -------------------------- | --------------------- |
| pc_architecture/sanae:410050 | Had Kourt  | Enceinte de Basra (d)    |         |                    |        | 34° 36′ 55″ nord, 5° 44′ 08″ ouest | Image manquante Téléverser | Télécharger une image |
| pc_architecture/sanae:280021 | Ouezzane   | Médina d'Ouezzane (d)    |         |                    |        | 34° 47′ 49″ nord, 5° 34′ 52″ ouest | Image manquante Téléverser | Télécharger une image |
| pc_architecture/sanae:280023 | Sidi Kacem | Zaouia de Sidi Kacem (d) |         |                    |        | 34° 11′ 47″ nord, 5° 42′ 57″ ouest | Image manquante Téléverser | Télécharger une image |